# Dům sady Pětatřicátníků 14
Dům sady Pětatřicátníků 14, čp. 320, je novorenesanční administrativní budova postavená v Plzni v letech 1904 až 1906 podle návrhů architekta Ladislava Skřivánka a stavitele Josefa Houdka plzeňským stavitelem Josefem Špalkem. Budova s novorenesančními průčelími a charakteristickou nárožní věží byla postavena pro plzeňskou Obchodní a živnostenskou komoru. Stojí na místě městské hradby, později starého plzeňského divadla. Dnes budovu využívá Právnická fakulta Západočeské univerzity v Plzni. V roce 1993 byla stavba prohlášena kulturní památkou.

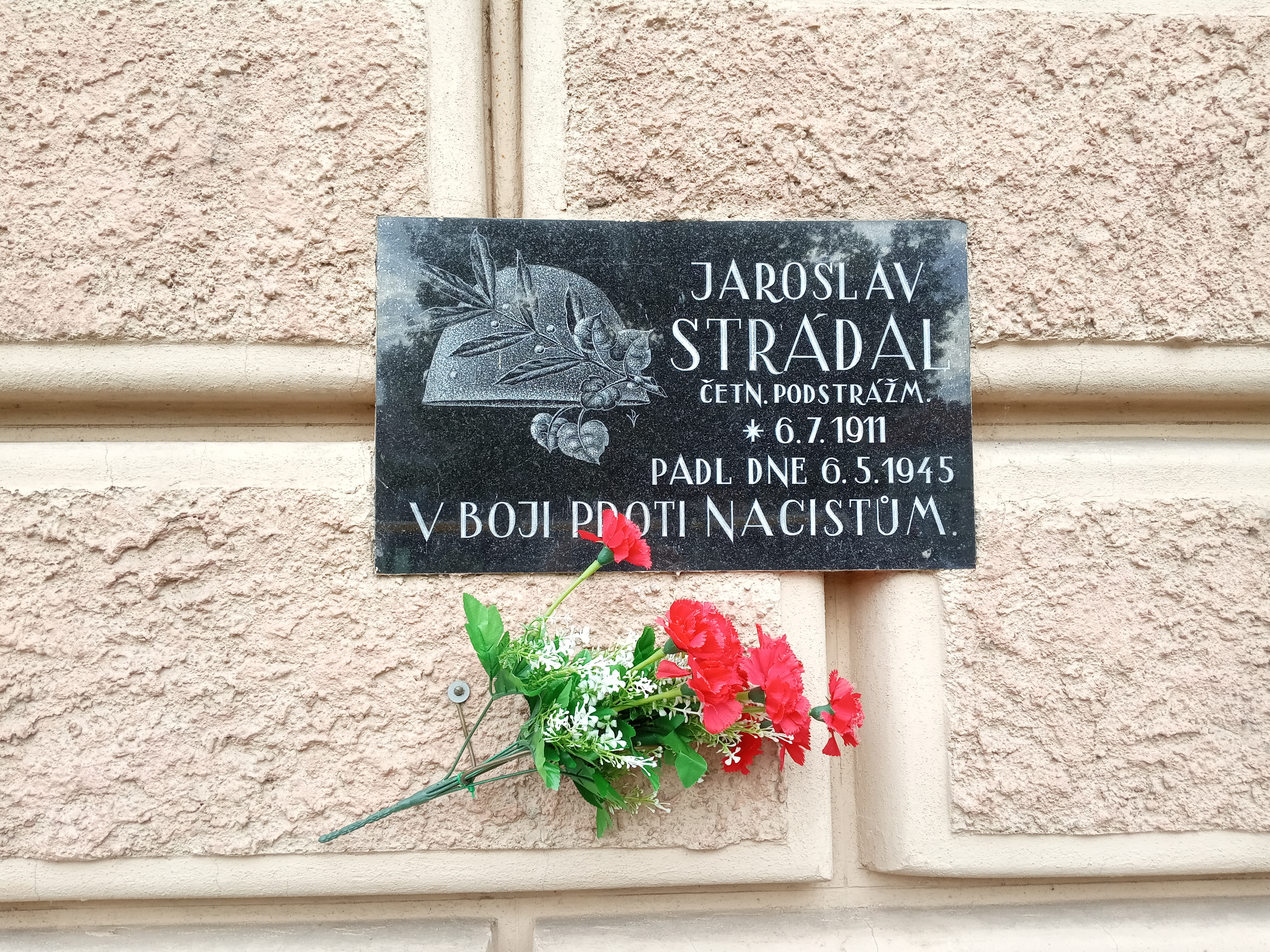
Pamětní deska Jaroslava Strádala na budově Sady Pětatřicátníků 14